# Alexander Grimm
Alexander Grimm (Augusta, 6 settembre 1986) è un canoista tedesco, specializzato nella prova del K1 slalom.

## Biografia
Ai campionati mondiali 2006 si è classificato in decima posizione. Ai mondiali 2007, invece, è giunto primo nella gara della categoria K-1 a squadre.
Ha preso parte ai Giochi Olimpici di Pechino 2008 dove ha vinto l'oro nella gara del K-1 slalom, grazie ad un'ottima manche conclusiva dopo il quarto tempo nelle semifinali e in qualificazione.

## Palmarès
- Olimpiadi

Pechino 2008: oro nel K1 slalom.
- Mondiali di slalom

2007 - Foz do Iguaçu: oro nel K1 a squadre.
2010 - Tacen: oro nel K1 a squadre.
2011 - Bratislava: oro nel K1 a squadre.
- Europei di slalom

2005 - Tacen: argento nel K1 a squadre.
2006 - L'Argentière-la-Bessée: bronzo nel K1 a squadre.
2007 - Liptovský Mikuláš: argento nel K1 a squadre.
2009 - Nottingham: argento nel K1 a squadre.
2010 - Bratislava: argento nel K1 a squadre.
2014 - Vienna: oro nel K1 a squadre.